# 別府溝部学園高等学校
別府溝部学園高等学校（べっぷみぞべがくえんこうとうがっこう）は、大分県別府市大字野田にある私立高等学校。旧校名は別府女子短期大学付属高等学校で、2003年度に現校名に改称。通称は「溝部」（みぞべ）。

## 設置学科
- 普通科
  - 進学コース
  - 情報ビジネスコース
  - 福祉コース
  - ライフデザインコース

- 食物科（調理師養成課程）
- 看護科（5年一貫）

## 沿革
- 1946年（昭和21年） - 前身の別府高等技芸学校創立。
- 1956年（昭和31年）4月 - 別府女子高等学校開校（家庭科・商業科）[1]。
- 1964年（昭和39年） - 専攻科を改編し別府女子短期大学を設置。
- 1986年（昭和61年） - 共学化し、校名を別府女子短期大学付属高等学校に変更。
- 2003年（平成15年）4月1日 - 校名を別府溝部学園高等学校に変更。
- 2004年（平成16年）看護実習棟落成。
- 2014年（平成26年）ひめやまの湯（足湯） 落成。
- 2016年（平成28年）総合実習棟落成。
- 2017年（平成29年）橘寮（男子寮）落成。
- 2019年（平成31年）新制服(現在の制服)へ移行。
- 2019年（令和元年）第二橘寮（女子寮）・卓球場落成。
- 2021年（令和3年）管理棟・教室棟トイレ改修工事竣工。
- 2022年（令和4年）セブン自販機撤退後にファミリーマート溝部学園店開店
- 2023年（令和5年）ファミリーマート溝部学園店は令和5年度以内に撤退決定
- 2024年（令和6年）ファミリーマート溝部学園店撤退後に自販機追加、カップラーメン等が購入できるようになる。アイスクリーム自販機等も追加された。

## 方針

### 校訓
『恭敬』・『親和』・『自立』

## 年間行事
- 4月 - 入学式・歓迎遠足・戴帽式（看護科）[2]
- 5月 - 中間考査
- 6月 - 高校県体
- 7月 - 期末考査・球技大会（クラスマッチ）・高齢者福祉施設実習（普通科 福祉コース）
- 8月 - 老年介護実習（看護科）
- 9月 - 体育大会
- 10月 - 中間考査・修学旅行（2年）・文化祭
- 11月 - 強歩大会・臨床実習（看護科）
- 12月 - 期末考査・球技大会（クラスマッチ）
- 1月 - 百人一首大会・推薦入学試験・卒業考査
- 2月 - 一次入学試験・臨床実習（看護科）
- 3月 - 卒業式・期末考査・二次入学試

## 部活動
- アーチェリー部[3]
- バスケットボール部
- 陸上部
- 卓球部
- サッカー部
- バレー部
- テニス部
- 水泳部
- ボランティア部
- 調理部
- 書道部
- 手芸部
- コンピュータ部
- 吹奏楽部
- ESS同好会
- 少林寺同好会

## 学校周辺
- 別府溝部学園短期大学
- 別府溝部学園短期大学付属ひめやま幼稚園
- 血の池地獄
- 龍巻地獄
- 亀川駅
- 国立病院機構別府医療センター
- 社会福祉法人太陽の家
- 別府市立北部中学校
- 別府市立亀川小学校
- 亀川幼稚園
- 別府亀川郵便局
- 亀の井自動車学校・別府
- 別府競輪場
- 亀川温泉
- 内竈停留所
- 別府溝部学園短大前停留所

## 交通
- 鉄道 - JR九州日豊本線亀川駅下車、徒歩10分[4]
- バス
  - 亀の井バス 別府溝部学園短大前停留所下車、徒歩5分
  - 大分交通 亀川新川停留所下車、徒歩10分
- スクールバス
  - 国東線 - 国東始発、主な停留所：武蔵、安岐、奈多、守江、杵築警察署前、錦江橋、大神等
  - 大分線 - 明野始発、主な停留所：明野南、大分駅前、西大分、東別府、北浜等
  - 別府市内線 - 市役所前始発、主な停留所：観海寺、法務局前、原等